# Селены
Селены, или вомеры (лат. Selene) — род морских лучепёрых рыб из семейства ставридовых (Carangidae). Распространены на шельфе Атлантического и восточной части Тихого океана, в мелководных районах с илистым или илисто-песчаным грунтом на глубине не более 50—80 м. Селены ведут стайный образ жизни, образуя плотные скопления в толще воды или вблизи дна. Рацион составляют придонные беспозвоночные и мелкая рыба. Способны издавать хрюкающие звуки.

## Строение
Тело очень высокое, сильно сжато с боков. Боковая линия выгибается в виде дуги над грудным плавником, в хвостовой части прямая. Нет костных щитков. Лоб крутой, высокий, выпуклый. Рот косой. Нижняя челюсть загибается вверх. Первый спинной плавник состоит из 8 отдельно сидящих коротких колючек. Брюшные плавники маленькие, очень короткие. Хвостовой плавник вильчатый на длинном тонком стебле. Окраска тела серебристая с голубым или бледно-зеленым отливом на спине.

## Классификация
В настоящее время в составе рода рассматривают семь видов, из которых четыре обитают в Атлантическом океане и три — в Тихом. Тихоокеанские представители отличаются от атлантических полным отсутствием чешуи, а также строением спинных плавников у молодых особей: у атлантических селен удлинены 4—6 лучей первого спинного плавника, тогда как у тихоокеанских селен удлинены первые лучи второго спинного плавника. У большинства видов по мере взросления особи удлинённые лучи редуцируются, исключение составляют два тихоокеанских вида — селена Бревоорта и мексиканская селена.
| Латинское название | Русское название                                      | Распространение                                                          | Максимальные длина и масса |
| ------------------ | ----------------------------------------------------- | ------------------------------------------------------------------------ | -------------------------- |
| Selene brevoortii  | селена Бревоорта                                      | восточное побережье Тихого океана: от Мексики до Эквадора                | 38 см                      |
| Selene brownii     | карибская рыба-луна                                   | западное побережье Атлантического океана: от Мексики до Бразилии         | 29 см                      |
| Selene dorsalis    | африканская рыба-луна                                 | восточное побережье Атлантического океана: от Португалии до Южной Африки | 38 см, 1,5 кг              |
| Selena orstedii    | мексиканская селена                                   | восточное побережье Тихого океана: от Мексики до Колумбии                | 33 см                      |
| Selene peruviana   | перуанская селена                                     | восточное побережье Тихого океана: от Калифорнии до Перу                 | 40 см                      |
| Selene setapinnis  | западно-атлантическая селена, атлантическая рыба-луна | западное побережье Атлантического океана: от Канады до Аргентины         | 60 см, 4,6 кг              |
| Selene vomer       | обыкновенная селена                                   | западное побережье Атлантического океана: от Канады до Уругвая           | 48 см, 2,1 кг              |

## Хозяйственное значение
Атлантические вомеры имеют ограниченное промысловое значение и их уловы не превышают нескольких десятков тонн в год. Служат объектом спортивной рыбалки.
Наибольшее промысловое значение, вероятно, имеет только перуанская селена. В основном промысел ведётся у берегов Эквадора тралами и кошельковыми неводами. Большой спрос на эту экзотическую рыбу в Восточной Европе и на Украине привёл к перелову популяций.